# Cirque Hipparque
Pour les articles homonymes, voir Cirque (homonymie) et Hipparque.
Le cirque Hipparque ou cratère Hipparchus est le vestige dégradé d'un ancien cratère lunaire. Dénommé ainsi en 1651 par Giovanni Battista Riccioli en l'honneur d'Hipparque, l'astronome et mathématicien grec, il est situé au sud-est de Sinus Medii, près du méridien central de la face visible de la Lune. Au sud se trouve le proéminent cratère Albategnius, et au sud-ouest s'étend le cratère Ptolemaeus, d'une taille comparable au cirque Hipparque. Le cratère Horrocks (en) s'étend sur la totalité de la crête nord-est. Le cratère Halley (en) est relié à la crête sud, et le cratère Hind (en) s'étend au sud-est. Au nord-nord-est se trouve le cratère Pickering (en) et le cratère Saunder (en) se trouve à la crête nord-est. Le cratère Réaumur est visible au sud-est.

## Description
Le cirque est un cratère prénectarien qui a été l'objet de modifications considérables dues à des impacts ultérieurs. La crête occidentale du cirque Hipparque a été usée par l'érosion, et désormais, seules quelques basses collines et côtes restent visibles témoignant de sa présence. Le mur à l'est est un peu plus conservé, mais il est lui aussi très érodé. Deux profondes failles traversent le mur occidental, elles courent de manière parallèle à travers les régions montagneuses au sud du centre de la Lune.
Le sol du cratère a été partiellement ré-aplani par une remontée de lave basaltique. Cependant la partie sud-ouest du sol est légèrement élevée et plus irrégulière que le reste. Quelques côtes et crêtes partiellement élevées sont tout ce qui reste du massif central.
Des failles sur la crête nord-ouest du cirque Hipparque forment des vallées connectées à la maria du nord-ouest. Un chenal, une « rille », nommée Rima Réaumur court du cratère au mur externe du cratère Réaumur.
Ce cirque, plaine imbrienne couverte d'éjectas issus de la Mare Imbrium, est envisagé par la NASA jusqu'en novembre 1969 comme l'un des sites pour y déposer deux astronautes.

## Cratères satellites
Par convention, ces formations sont identifiées sur les cartes lunaires en plaçant la lettre sur le côté du point médian du cratère qui est le plus près du cirque Hipparque.
| Hipparque | Latitude | Longitude | Diamètre |
| --------- | -------- | --------- | -------- |
| B         | 6.9° S   | 1.7° E    | 5 km     |
| C         | 7.3° S   | 8.2° E    | 17 km    |
| D         | 4.5° S   | 2.1° E    | 5 km     |
| E         | 4.2° S   | 2.3° E    | 5 km     |
| F         | 4.2° S   | 2.5° E    | 9 km     |
| G         | 5.0° S   | 7.4° E    | 15 km    |
| H         | 5.4° S   | 2.3° E    | 5 km     |
| J         | 7.6° S   | 3.2° E    | 14 km    |
| K         | 6.9° S   | 2.2° E    | 12 km    |
| L         | 6.8° S   | 9.0° E    | 13 km    |
| N         | 4.8° S   | 5.0° E    | 6 km     |
| P         | 4.7° S   | 2.8° E    | 5 km     |
| Q         | 8.5° S   | 2.9° E    | 8 km     |
| T         | 7.1° S   | 3.6° E    | 8 km     |
| U         | 6.7° S   | 3.6° E    | 8 km     |
| W         | 5.0° S   | 7.8° E    | 5 km     |
| X         | 5.7° S   | 4.9° E    | 17 km    |
| Z         | 8.5° S   | 9.1° E    | 6 km     |

## Représentations dans la fiction
C'est au nord du cratère fantôme Hipparchus X, au centre du cirque Hipparque, que se pose la fusée lunaire de Tintin en juin 1953 dans la version francophone de la bande dessinée On a marché sur la Lune. La préparation de l'atterrissage donne l'occasion au Capitaine Haddock et aux Dupondt d'avoir un échange célèbre :
« 
Tournesol : Oui, messieurs, dans une bonne demi-heure, si tout va bien, notre fusée se posera sur le sol de la Lune, à l’endroit que j’ai choisi : le cirque Hipparque…

[…]

Dupond : Le cirque du Parc ?… Tiens, ça c’est épatant ! Il y a longtemps que nous n’avons plus été au cirque, pas vrai Dupont ?

Dupont : Oui, chic… Mais j’ignorais qu’il y avait un cirque sur la Lune !… Vous le saviez, vous, capitaine ?

Haddock : Si je le savais ?… Bien sûr. Tout le monde sait cela !… J’ai même appris qu’ils avaient besoin de deux clowns… Vous feriez parfaitement l’affaire !

[…]

Dupond : Ah! non, non et non  !… Ça ne se passera pas ainsi !

Tournesol : Au nom du ciel, qu'y a-t-il ?...

Dupond : Il y a… Il y a que cet individu nous a insultés et que nous exigeons des excuses !…

Haddock : Moi, je vous ai insultés ?... Moi ?...

[…]

Dupont : Très juste !… Cet individu nous a excusé, nous exigeons des insultes !

Dupond : Mais non, gros malin !… C’est le contraire !…

Dupont : Ah ?… Je… En effet… Nous avons insulté cet individu, nous lui devons des excuses !…

Haddock : Eh bien ! Soit ! Je retire ce que j'ai dit !… Le cirque Hipparque n'a pas besoin de deux clowns : vous ne pouvez donc pas faire l'affaire !… Êtes-vous satisfaits ?…

Dupond : Nous sommes satisfaits…

Dupont : Je dirai même plus : nous le sommes !… 

[...]

Tournesol : Messieurs, je vous en supplie, du calme !... Les premiers hommes qui vont débarquer sur la Lune vont-ils commencer par y apporter la discorde ?... »
— Hergé, On a marché sur la Lune